# مطار رانوا
مطار رانوا (بالفنلندية: Ranuan lentokenttä)‏ (إيكاو: EFRU) هو مطار في رانوا، فنلندا، يبعد حوالي 9 كيلومتر (6 ميل) شمال غرب مركز رانوا.

## روابط خارجية
- Lentopaikat.net - مطار رانوا باللغة الفنلندية